# Divišovka
Divišovka je pravostranný přítok řeky Blanice v okrese Písek. Délka toku činí 6,7 km. Plocha povodí měří 33,6 km².

## Průběh toku
Pramení v Písecké pahorkatině zhruba 1,1 km západně od Vysokého Kamýku (627 m n. m.) v nadmořské výšce 501 m. Protéká přes Zelendárky a Švarcemberský rybník. Do Blanice ústí u Protivína v nadmořské výšce 376 m.

### Větší přítoky
- Zábořský potok (hčp 1-08-03-086) je levostranný a celkově největší přítok Divišovky. Délka jeho toku činí 6,6 km.[3] Plocha povodí měří 13,2 km².[2] Na jeho toku se nachází vesnice Záboří.

## Vodní režim
Průměrný průtok Divišovky u ústí činí 0,13 m³/s.